# لیسا بویل
لیسا بویل (انگلیسی: Lisa Boyle؛ زاده ۶ اوت ۱۹۶۴) یک مانکن اهل ایالات متحده آمریکا است.